# 공화당 (페로 제도)
공화당(페로어: Tjóðveldi, 구 Tjóðveldisflokkurin)은 페로 제도의 좌파, 친독립 성향의 정당이다.
1946년 페로 제도의 독립 여부를 묻는 국민투표에서 독립이 확정되었으나, 덴마크 본국의 국왕의 거부로 무산되자 이에 대한 항의로 창당되었다.
1998년 하이니 O. 하이네센의 후임 대표로 회그니 호이달이 선출되었다.
2004년 1월 20일 총선에서 21.7%를 득표해 33석 중 8석을 차지했다. 하지만 차별금지법 266b조항에 "성적 지향" 문구를 추가하는 데 반대한 카르스텐 한센이 탈당하여 중앙당에 합류했다. 2008년 총선에서 23.3%로 득표율은 증가했으나 의석은 그대로였다.
2007년 당명을 Tjóðveldisflokkurin에서 Tjóðveldi(직역하면 "공화국")로 개명했다.
2007년 덴마크 총선에서 페로 제도 득표율 중 25.4%를 득표해 2석 중 1석을 회복했으나, 2011년 득표율 하락으로 의석을 평등당에게 넘겨주게 되었다. 2015년 재탈환했으나, 2019년 또다시 의석을 잃었다.